# John Hancock
John Hancock (ur. 12 stycznia?/23 stycznia 1737 roku w Quincy, Massachusetts, zm. 8 października 1793 roku tamże) – amerykański kupiec i polityk, należał do wolnomularzy.

## Życiorys
John Hancock urodził się 12 stycznia 1737 roku w Quincy w brytyjskiej prowincji Massachusetts Bay. W wieku 7 lat stracił ojca i kolejne 6 lat spędził pod opieką dziadków w Lexington. Później opiekę nad nim przejął jego bezdzietny stryj, Thomas Hancock, który był jednym z najbogatszych kupców w Bostonie.
W 1754 roku John Hancock ukończył studia klasyczne na Uniwersytecie Harvarda i zaczął pracować jako urzędnik w firmie swojego stryja, gdzie szybko zdobywał doświadczenie jako kupiec. W latach 1760 i 1761 przebywał w sprawach kupieckich w Londynie, gdzie uczestniczył w pogrzebie króla Jerzego II Hanowerskiego i koronacji króla Jerzego III. W 1763 roku stał się wspólnikiem w spółce stryja. Ten umierając zostawił Hancockowi w spadku swój olbrzymi majątek i duży dom w Bostonie.
Na arenę polityczną John Hancock wkroczył jako oponent ustawy wprowadzającej opłaty skarbowe w 1765 roku. Karierę polityczną rozpoczynał w Bostonie i w legislaturze stanowej w Massachusetts. Około 1770 roku Brytyjczycy aresztowali go i skonfiskowali jeden z jego statków pod zarzutem przemytu. Proces, w którym Hancocka przed zarzutami skutecznie bronił John Adams, uczynił z Hancocka bohatera narodowego.
Dzięki znajomości z Johnem Adamsem i Samuelem Adamsem wpływy Johna Hancocka rosły. W latach 1775–1778 był delegatem do Kongresu Kontynentalnego, a od 24 maja 1775 roku do października 1777 roku pełnił funkcję jego prezydenta. Jako prezydent liczył, że obejmie funkcję głównodowodzącego Armii Kontynentalnej podczas wojny o niepodległość Stanów Zjednoczonych, ale ze względu na brak doświadczenia wojskowego Kongres Kontynentalny nie zdecydował się na taki krok i powierzył dowództwo George’owi Washingtonowi. Sytuacja ta poróżniła go do końca życia z Samuelem Adamsem.
W 1777 roku Hancock dowodził w randze generała oddziałami stanowej gwardii Massachusetts, które podjęły nieudaną próbę odbicia z rąk Brytyjczyków miasta Newport w stanie Rhode Island.
W 1780 roku został wybrany pierwszym gubernatorem stanu Massachusetts. Na stanowisku tym zasiadał do 1785 roku. Z kolei 23 listopada 1785 roku został ponownie wybrany prezydentem Kongresu Kontynentalnego, jednak ze względów zdrowotnych nie uczestniczył w obradach i ostatecznie ustąpił 29 maja 1786 roku. W 1787 roku został ponownie wybrany gubernatorem stanu Massachusetts. Tym razem stanowisko to piastował aż do śmierci 8 października 1793 roku.

## Podpis na Deklaracji Niepodległości

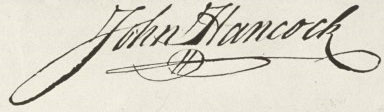
Charakterystyczny podpis Johna Hancocka na Deklaracji Niepodległości Stanów Zjednoczonych

John Hancock znany jest również z tego, że był pierwszym sygnatariuszem Deklaracji Niepodległości Stanów Zjednoczonych. Na ulotkowej wersji Deklaracji Niepodległości wydrukowanej w noc jej uchwalenia, 4 lipca 1776 roku, i rozprowadzanej wśród ludności następnego dnia, podpisy złożyli tylko John Hancock i sekretarz Kongresu Kontynentalnego, Charles Thomson. Gdy 2 sierpnia uroczyście podpisywano prawdziwy dokument, Hancock złożył duży, rzucający się w oczy podpis. Wedle jednej z anegdot, Hancock miał złożyć tak wielki podpis, aby król Wielkiej Brytanii nie potrzebował okularów, by uznać go za zdrajcę. Z tego powodu jego imię i nazwisko stało się w Stanach Zjednoczonych słownikowym, nieformalnym synonimem słów „podpis” i „autograf”.
Od nazwiska Hancocka pochodzi nazwa dziesięciu hrabstw w Stanach Zjednoczonych. Także jeden z najwyższych drapaczy chmur w Chicago, John Hancock Center, nazwany jest ku jego pamięci.
"John Hancock” jako synonim podpisu w popkulturze został użyty m.in. w filmie Hancock z Willem Smithem (2008). Główny bohater, dotknięty amnezją, gdy opuszczał szpital został poproszony przez pielęgniarkę o „Johna Hancocka”, czyli podpis na dokumentach. Bohater był zdezorientowany, sądząc, że tak się właśnie nazywa. Stąd też wzięło się jego późniejsze imię i nazwisko.